# كارلو فولبي
كارلو فولبي (بالإيطالية: Carlo Volpi)‏ هو لاعب كرة قدم إيطالي في مركز الهجوم، ولد في 8 فبراير 1941 في سامبييردارينا في إيطاليا. شارك مع منتخب إيطاليا تحت 21 سنة لكرة القدم. أما مع النوادي، فقد لعب مع نادي بارما ونادي باليرمو ونادي بريشيا ونادي بيروجيا ونادي ريجيانا 1919 ونادي سامبدوريا ونادي لوكيزي ونادي مانتوفا ونادي مونزا ويوفنتوس.